# Liste der Einträge im National Register of Historic Places im Hampshire County (West Virginia)
Diese Liste der Einträge im National Register of Historic Places im Hampshire County (West Virginia) enthält alle im Hampshire County, West Virginia in das National Register of Historic Places eingetragenen Gebäude, Bauwerke, Objekte, Stätten oder historischen Distrikte.
Diese Liste entspricht dem Bearbeitungsstand des National Park Service/National Register of Historic Places vom 27. September 2024.

## Legende
| NRHP | Historic Place             |
| HD   | National Historic District |

## Aktuelle Einträge
| [ 2 ] | Name                                                        | Bild                                 | Eintragsdatum                  | Lage | Ort               | Beschreibung |
| ----- | ----------------------------------------------------------- | ------------------------------------ | ------------------------------ | --- | ----------------- | ------------ |
| 1     | The Brill Octagon House                                     | weitere Bilder                       | 31. Mai 2016 ID-Nr. 16000313   | Capon Springs und McIlwee Rds. 39° 8′ 16,4″ N, 78° 29′ 27,3″ W                                                  | Capon Springs     |              |
| 2     | Capon Chapel                                                | weitere Bilder                       | 12. Dez. 2012 ID-Nr. 12001048  | Christian Church Rd. 39° 16′ 11,6″ N, 78° 26′ 39,5″ W                                                           | Capon Bridge      |              |
| 3     | Capon Springs                                               | weitere Bilder                       | 12. Nov. 1993 ID-Nr. 93001228  | Capon Springs Rd. (County Route 16) 39° 7′ 56″ N, 78° 28′ 46″ W                                                 | Capon Springs     |              |
| 4     | Fort Mill Ridge Civil War Trenches                          | weitere Bilder                       | 22. Jan. 2014 ID-Nr. 13001121  | Fort Mill Ridge Rd. 39° 19′ 27,5″ N, 78° 47′ 36,8″ W                                                            | Romney            |              |
| 5     | Fort Van Meter                                              | Fort Van Meter                       | 30. Dez. 2009 ID-Nr. 09001191  | County Route 8 (River Road) 39° 14′ 10″ N, 78° 50′ 30″ W                                                        | Romney            |              |
| 6     | French’s Mill                                               | weitere Bilder                       | 16. Dez. 2014 ID-Nr. 14001056  | Augusta-Ford Hill Rd. 39° 17′ 38″ N, 78° 38′ 12,1″ W                                                            | Augusta           |              |
| 7     | Hampshire County Courthouse                                 | weitere Bilder                       | 7. Sep. 2005 ID-Nr. 05001006   | 66 N. High St. 39° 20′ 32″ N, 78° 45′ 22″ W                                                                     | Romney            |              |
| 8     | Hebron Church                                               | weitere Bilder                       | 16. Dez. 2014 ID-Nr. 14001057  | 10851 Carper’s Pike 39° 9′ 2,9″ N, 78° 32′ 31,6″ W                                                              | Yellow Spring     |              |
| 9     | Hickory Grove                                               | Hickory Grove                        | 18. Aug. 2011 ID-Nr. 11000556  | County Route 8, südlich der U.S. Route 50 in West Virginia 39° 19′ 31″ N, 78° 46′ 51″ W                         | Romney            |              |
| 10    | Hook’s Tavern                                               | weitere Bilder                       | 29. Apr. 2011 ID-Nr. 11000260  | Straßenkreuzung der U.S. Route 50 in West Virginia und der Smokey Hollow Road 39° 18′ 3″ N, 78° 24′ 51″ W       | Capon Bridge      |              |
| 11    | Kuykendall Polygonal Barn                                   | weitere Bilder                       | 9. Juli 1985 ID-Nr. 85001549   | County Route 8 (River Road) 39° 14′ 7″ N, 78° 50′ 36″ W                                                         | Romney            |              |
| 12    | Nathaniel and Isaac Kuykendall House                        | Nathaniel and Isaac Kuykendall House | 16. Dez. 2014 ID-Nr. 14001058  | Adresse nicht veröffentlicht                                                                                    | Romney            |              |
| 13    | Literary Hall                                               | weitere Bilder                       | 29. Mai 1979 ID-Nr. 79002577   | Main und High Street 39° 20′ 32″ N, 78° 45′ 24″ W                                                               | Romney            |              |
| 14    | North River Mills Historic District                         | weitere Bilder                       | 4. Mai 2011 ID-Nr. 11000261    | Straßenkreuzung der County Roads 45/20 und 4/2 39° 20′ 11″ N, 78° 30′ 12″ W                                     | North River Mills |              |
| 15    | Old District Parsonage                                      | weitere Bilder                       | 5. Mai 2005 ID-Nr. 05000398    | 351 N. High St. 39° 20′ 43″ N, 78° 45′ 19″ W                                                                    | Romney            |              |
| 16    | Old Pine Church                                             | weitere Bilder                       | 12. Dez. 2012 ID-Nr. 12001049  | Old Pine Church Road 39° 12′ 55,3″ N, 78° 55′ 32,8″ W                                                           | Purgitsville      |              |
| 17    | Pin Oak Fountain                                            | weitere Bilder                       | 31. Mai 2016 ID-Nr. 16000314   | West Virginia Route 29 und Falconwood Rd. 39° 26′ 19,7″ N, 78° 27′ 6,5″ W                                       | Pin Oak           |              |
| 18    | Capt. David Pugh House                                      |                                      | 25. Aug. 2004 ID-Nr. 04000913  | County Route 14 an der County Route 23/4 39° 14′ 39″ N, 78° 27′ 47″ W                                           | Hooks Mills       |              |
| 19    | Scanlon Farm                                                | weitere Bilder                       | 3. Feb. 1988 ID-Nr. 87002521   | Three Churches Run Rd. 39° 23′ 56″ N, 78° 38′ 46″ W                                                             | Three Churches    |              |
| 20    | Sloan-Parker House                                          | weitere Bilder                       | 5. Juni 1975 ID-Nr. 75001892   | östlich von Junction an der U.S. Route 50 in West Virginia 39° 18′ 48″ N, 78° 50′ 56″ W                         | Junction          |              |
| 21    | Capon Lake Whipple Truss Bridge                             | weitere Bilder                       | 15. Dez. 2011 ID-Nr. 11000929  | West Virginia Route 259, nördlich von an der Verbindung mit der County Route 16 39° 9′ 28,5″ N, 78° 32′ 13,3″ W | Capon Lake        |              |
| 22    | Springfield Brick House                                     |                                      | 2. Jan. 2013 ID-Nr. 12001141   | 12 Market St. 39° 27′ 4″ N, 78° 41′ 41,9″ W                                                                     | Springfield       |              |
| 23    | Sycamore Dale                                               | Sycamore Dale                        | 2. Dez. 1980 ID-Nr. 80004021   | westlich von Romney in der Nähe der County Route 8 39° 20′ 15″ N, 78° 46′ 24″ W                                 | Romney            |              |
| 24    | Valley View                                                 | weitere Bilder                       | 12. Dez. 2012 ID-Nr. 12001050  | Depot Valley Rd. 39° 21′ 21″ N, 78° 45′ 36″ W                                                                   | Romney            |              |
| 25    | Washington Bottom Farm                                      | weitere Bilder                       | 29. Nov. 2001 ID-Nr. 01001328  | West Virginia Route 28 39° 24′ 49″ N, 78° 44′ 19″ W                                                             | Springfield       |              |
| 26    | West Virginia Schools for the Deaf and the Blind Dairy Barn |                                      | 15. Apr. 2022 ID-Nr. 100007605 | 199 Depot St. 39° 20′ 55″ N, 78° 45′ 23,8″ W                                                                    | Romney            |              |
| 27    | Wilson-Wodrow-Mytinger House                                | weitere Bilder                       | 22. Aug. 1977 ID-Nr. 77001375  | 51 W. Gravel Lane 39° 20′ 29″ N, 78° 45′ 27″ W                                                                  | Romney            |              |
| 28    | Yellow Spring Mill                                          | weitere Bilder                       | 16. Dez. 2014 ID-Nr. 14001059  | Straßenkreuzung der West Virginia Route 259 und der Cacapon River Road 39° 10′ 56,6″ N, 78° 30′ 35,6″ W         | Yellow Spring     |              |